# Мамасалиев, Мыктыбек Абдимиталипович

## Биография
Родился 31 мая 1989 года в селе Шанкол Ноокатского района, Ошская область, Киргизская ССР, СССР. Закончил педагогический факультет Ошского государственного университета.

## Достижения
2008 г. — Чемпион Евразии по ММА.
2010 г. — Звание мастера спорта по боксу, чемпион Кыргызстана по боксу.
2014 г. — Дважды победитель турнира «Alash Pride».
2015 г. — Чемпион мира в ММА по версии WMMAF на соревнованиях в Молдове.
2015 г. — Обладатель кубка турнира «Дружба народов» в Москве.
2015 г. — Победитель турнира JFC MMA.
2015 — 2016 гг. — Победитель WEF Global 3, 4.
2016 г. — Дважды победитель турнира «Alash Pride» в Казахстане.
2017 г. — Победитель международного турнира AFC «Охотники за головами» в Екатеринбурге.

## Образование
2006 — 2011 гг. — Ошский государственный университет
С 2013 г. — Государственная юридическая академия КР

## Семейное положение
Холост.